# 王的盛宴
《王的盛宴》（日语：項羽と劉邦 鴻門の会）是一部陆川执导的中国历史剧情片，取材于历史事件鸿门宴。2012年9月8日晚，影片在多伦多电影节举行了全球首映。本片原定於2012年7月5日公映，因国家电影局认为该片影射共产党历史和毛泽东大清洗，删改后推迟至2012年11月29日上映。

## 剧情简介
兩千年前的中國，秦皇暴政，諸侯起義。血雨腥風的戰場之外，散落著建立在密林深處的城邦。被戰亂和飢餓折磨得雙目黯淡的遊民，被夢想和野心灼燒得兩腮凹陷的思想家、各種謀臣志士，懷著同一個夢想，穿梭來往於這片傷痕累累的土地。注定要改變這個時代的英雄們，就在這個時候登上了歷史舞台——項羽和劉邦，兩個反對秦暴政的起義領袖，帶領各自的勢力，為自由與安樂一路廝殺，同時也在向那座象徵著無上權力與無限財富的王朝核心——秦王宮步步逼近。歷史的過程總是曲折而模糊的，結果卻只有一個：剛烈而衝動的霸王項羽在“鴻門宴”上錯失了殺掉劉邦的機會，只能將一腔熱血灑向烏江，與自己深愛的女人虞姬含淚訣別。劉邦和他的呂后，他的謀臣將士張良、蕭何、韓信（漢初三傑），則忍辱抗擊到最後，成為了輝煌宮殿最終的主人。在那座奢華的大房子裡，君臨天下的劉邦彷彿早已忘記了和曾經的盟友並肩戰鬥的歲月，甚至漸漸開始對身邊的兄弟們滿腹狐疑。另一段殺戮，由此開始在森森聳立的帝國高牆內，無聲蔓延……

## 主題
《王的盛宴》探討了人性、慾望與權力之間的關係。儘管電影的故事舞台設定在楚漢戰爭進行時期及漢朝早期，不過其所反映的是歷朝歷代宮廷生活的政治面貌。電影運用插敘法，通過主角漢高帝劉邦所發表的內心獨白，講述他於晚年回顧自己一生的經歷時心中有何感悟。從一個最初只想成為西楚霸王項羽手下士兵的亭長，到西漢帝國的第一位皇帝，此時的劉邦已經淪為權力的奴隸，因擔心被推翻而惶惶不可終日，功臣一個接一個被其逼上絕路。昔日一同並肩作戰的、無話不談的戰友，如今卻成為劉邦眼中時刻都可能會奪權的陌生人。電影以大秦帝國的最後一位皇帝秦殤帝子嬰的遺言「秦不亡」道破了中華數千年歷史「百代皆行秦政治」的殘酷真相。雖然秦朝早已結束，但是它的陰魂仍然困擾着往後的每一個朝代。劉邦於結尾所發表的最後獨白道出了人心不古、世道險惡的黑暗現實：「很多人説我的命運 是從鴻門宴開始的。他們錯了。我的一生, 都是鴻門宴。」

## 创作背景
2009年开拍《花木兰》后，星光国际公司想到「鸿门宴」题材，不久在电影局进行了备案，并接触刚拍完《南京！南京！》的陆川。陆川向投资方提供三个已有的剧本，均是中小制作，但当时国产电影的投资热点是古装题材，陆川接受了拍摄《鸿门宴》的邀请，“这个题材我也有兴趣，因为它和中国的历史过去和未来颇有关系。”
2009年11月，《鸿门宴》举办了启动仪式，但之后陆川和投资方的创作理念出现分歧。陆川想通过鸿门宴延伸到楚汉相争，甚至刘邦创立汉朝后的故事，但剧本延展后投资超过星光国际预算，星光国际希望陆川集中拍摄鸿门宴这一事件，双方分歧调和不成后，于2010年7月1日宣布“和平分手”。星光国际很快找到李仁港的香港团队拍摄《鸿门宴传奇》，而陆川也找到了合作《南京！南京！》的星美影业开始制作《王的盛宴》，两部电影几乎同时开始剧本筹备、演员挑选，双方在各方面暗中较量，甚至发布会现场都互派工作人员进行“观察”。2010年7月陆川和星光结束合作时，星光国际总裁宋光成曾强调“两部影片互为表里，两套完全不同的演员阵容和创作班底，在宣传上相互借势，发行时间上将错开半年以上。”李仁港2011年11月29日率先交货，《鸿门宴传奇》最终获得1.6亿元票房。
《王的盛宴》自2009年起开始筹备。从2010年夏天开始，陆川原本确定的是周润发、刘烨分别扮演刘邦和项羽，但周润发因另一剧组未能杀青，让其他已确定入组的演员档期必须调整，牵一发而动全身。等待几个月后，陆川决定起用年轻的阵容，吴彦祖、张震最终进入了剧组。2011年3月9日正式开机，同年11月1日在内蒙古杀青，其中在宁波象山影视城拍摄了近半年的时间，其他拍摄地包括北京和康西草原。导演陆川在拍摄期间的做法颇受争议，包括为了追求影片质量导致拍摄进度严重落后、投资超支，以及拍摄时随意更改剧本，使原本戏份为女一号的虞姬一角沦为没有台词的配角。杨幂曾主动请缨“虞姬”角色，陆川决定起用新人后便再未与她联络，后决定让她扮演戚夫人，杨幂也出席了电影的开机仪式，但由于影片拍摄进度滞后，且杨幂突然爆红，档期无法配合而错过了本片的拍摄。陆川的好友霍思燕接替杨幂饰演“戚夫人”。
2012年5月完成后期制作后，原定於2012年7月5日上映，但有人爆料该片因审查原因，恐怕无法如期上映。当时覃宏曾在微博暗指此事：“为什么要持续不断地爆料呢？对行业对电影很好吗？”6月上旬，投资方宣布退出暑期档，给出的理由是“非商业性原因。”覃宏接受记者采访时说：“应该是你我都懂的原因，没必要我具体说明了。”9月，陆川在接受外媒采访时，指国家电影局认为该片影射共产党历史和毛泽东大清洗，因此删改后导致推迟至11月29日上映。

## 票房
中国大陆首周四天票房约为4000万元，次周累计至7000万元，至12月16日累计7660万元，最终票房为7695万元人民币。

## 演员表
| 演員   | 角色   | 香港配音 |
| 刘烨   | 刘邦   | 陳欣     |
| 秦岚   | 吕雉   | 陸惠玲   |
| 张震   | 韩信   | 陳廷軒   |
| 吴彦祖 | 项羽   | 黃啟昌   |
| 沙溢   | 萧何   | 招世亮   |
| 聂远   | 项庄   | 蘇強文   |
| 李琦   | 项伯   | 朱子聰   |
| 何杜娟 | 虞姬   |          |
| 郝柏杰 | 虞子期 |          |
| 霍思燕 | 戚夫人 | 曾秀清   |
| 陶泽如 | 范增   | 譚炳文   |
| 奇道   | 张良   | 李錦綸   |
| 趙亮   | 武涉   | 陳永信   |
| 刘威   | 项梁   | 張炳強   |
| 董波   | 呂馬童 |          |
| 李勇   | 武士   |          |